# Dorfkirche Caaschwitz

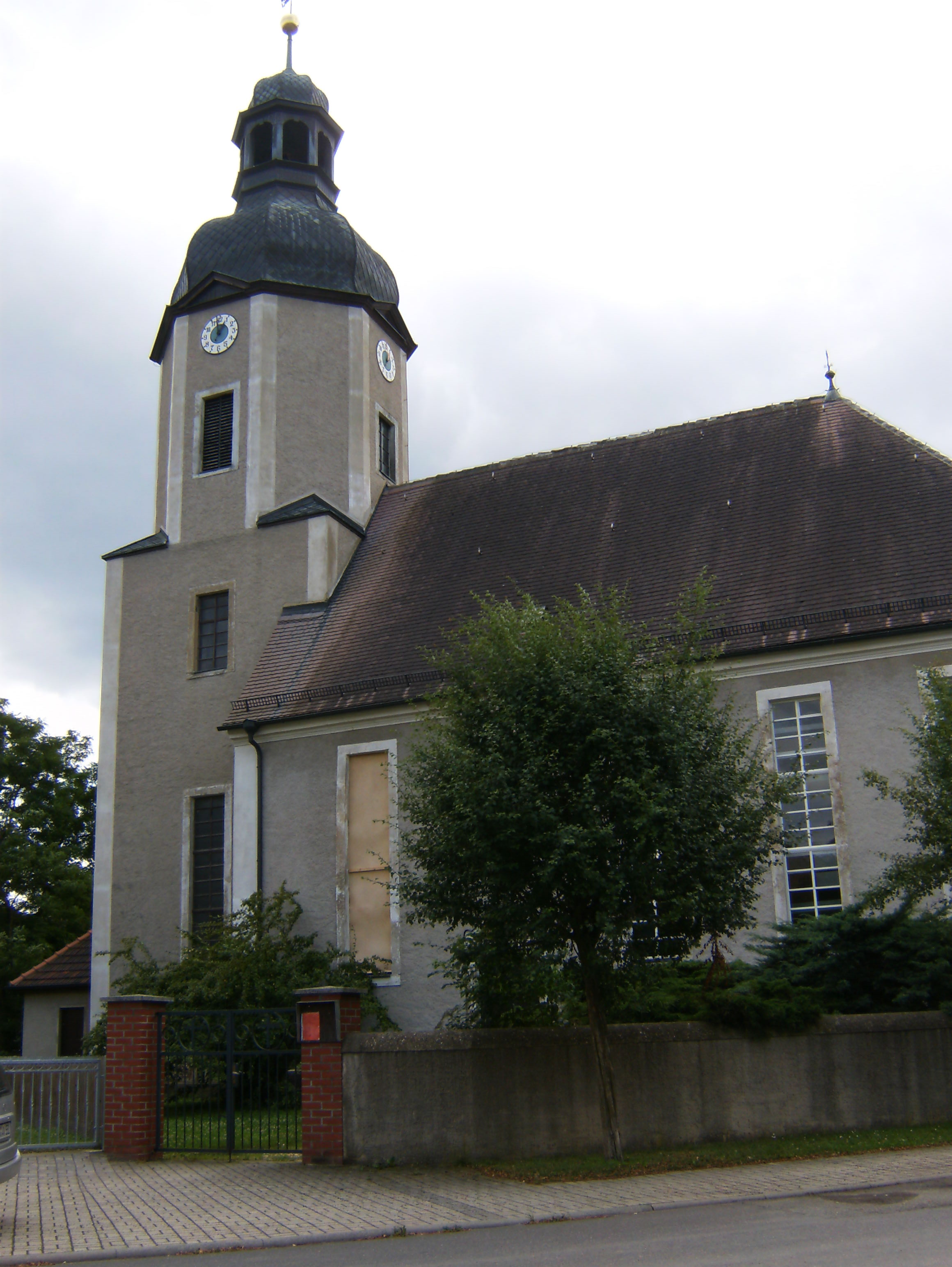
Die Kirche

Die Dorfkirche Caaschwitz ist das Gotteshaus der Gemeinde Caaschwitz in der erfüllenden Gemeinde Bad Köstritz im Landkreis Greiz in Thüringen. Sie gehört zum Kirchspiel Crossen im Kirchenkreis Eisenberg der Evangelischen Kirche in Mitteldeutschland.

## Geschichte
Am 21. Juni 1295 entstand nordwestlich von Bad Köstritz das Rittergut Caaschwitz, wovon sich die Gutskirche erhalten hat. Das Stifterwappen über der Kirchentür ist mit der Jahreszahl 1718 versehen. Später ging das Anwesen über auf die von Schauroth, die das Gotteshaus 1750/51 als Barockbau auf älteren Teilen errichten ließen. In der Gruft stehen zehn Särge dieser Familie. Ihre Nachkommen unterstützten die Kirchgemeinde.

## Architektur
Dieses Gotteshaus mit viereckigem Ostchorgeschoss ist mit prunkvollen Doppelemporen ausgestattet. Auf der Südseite befindet sich die verglaste Herrschaftsempore. Die Kanzel mit Schalldecke und aufgesetztem Giebel stammt aus der Entstehungszeit der ersten Kirche. Im Saal steht ein spätgotischer Flügelaltar aus dem 15. Jahrhundert sowie eine Kreuzigungsgruppe von Anfang des 16. Jahrhunderts.